# 大野力 (建築家)
大野 力（おおの ちから、1976年 - ）は、日本の建築家。大阪府生まれ。

## 経歴
1995年、滋賀県立膳所高等学校卒業。1999年、金沢大学工学部土木建設工学科卒業。フリーランスを経て、2004年、自身の主催する建築事務所であるsinatoを設立する。以来、2009年には米国の雑誌であるI.D.Magzineにて、世界の注目新人40人のうちの1人に選ばれ、2010年にはJCDデザインアワードで金賞を受賞する等の活躍を見せる。
建築設計以外に、広告やアートも手がける。
2011年より京都造形芸術大学非常勤講師、2015年より日本工業大学非常勤講師を勤める。